# حاجي أباد (بزنجان)
حاجي أباد (بالفارسية: حاجی‌آباد) هي قرية تقع في إيران في قسم بزنجان الريفي.